# Àird an Rùnair
Àird an Rùnair är en udde i Storbritannien.   Den ligger i kommunen Yttre Hebriderna och riksdelen Skottland, i den nordvästra delen av landet, 800 km nordväst om huvudstaden London.
Terrängen inåt land är platt. Havet är nära Àird an Rùnair åt sydväst.